# Baraçal (Celorico da Beira)
Baraçal is een plaats (freguesia) in de Portugese gemeente Celorico da Beira en telt 271 inwoners (2001).